# Kosovo Online
Kosovo Online je internet portal koji pokrivaju razne teme vezane sa dešavanjem sa Kosovom i Metohijom. Vesti se objavljuju na tri jezika, srpskom, albanskom i engleskom jeziku. Sedište redakcije je u Zvečanu, a dopisništva i dopisnike imaju u Gračanici, Štrpcu, Beogradu, Skoplju, Tirani, Beču i Briselu.
Vlasnik Kosovo Online je VIM INFO d.o.o. Zvečan, sa dvojnom registracijom, pri Agenciji za privredne registre Republike Srbije i Agenciji za registraciju preduzeća samoproglašene Republike Kosovo. Vlasnik i zakonski zastupnik firme VIM INFO u kosovskom registru je Dušan Milanović, dok je vlasnik i zakonski zastupnik firme u srpskom registru Ivan Jakšićkoji takođe obavlja funkciju v.d. odgovornog urednika portala, a ujedno je zaposlen u Kancelariji za KiM pri Vladi Srbije kao savetnik za medije.
Koordinator za sever Kosova je Ivica Simić. Njegov brat je Igora Simića, koji je obavljao funkciju potpredsednika Srpske liste i dugogodišnji saradnik Milana Radiočića, koji je organizovao oružani sukob u Banjskoj.

## Napomene
1. ↑  Република Косово једнострано је проглашена држава на територији Републике Србије, противно Уставу Републике Србије и Резолуцији Савета безбедности Уједињених нација 1244. Према Резолуцији, цела територија Косова и Метохије, правно гледано, налази се у саставу Србије док не буде постигнуто коначно решење. Србија не признаје једнострано отцепљење, по међународном праву, њене територије, прецизније аутономне покрајине под привременом управом Уједињених нација (УНМИК). Влада са седиштем у Приштини има дефакто власт над већином територије, док поједине структуре Србије функционишу на северу и у српским енклавама.
2. ↑  BIRN Kosovo navodi da je u Agenciji za privredne registre Srbije upisana AVALA MEDIA GROUP DOO Beograd vlasnik VIM INFO, ali je izvršena promena 7. marta 2024. godine kada je Ivan Jakšić (zakonski zastupnik firme i v.d. odgovornog urednika portala) upisan kao vlasnik preduzeća. Dok je u Agenciji za registraciju preduzeća samoproglašene Republike Kosovo, stoji ista informacija kao i na članku BIRNa Kosovo